# 卡莫 (布尔什维克)
谢苗·阿尔沙基·特尔-彼得罗相（羅馬化：Simon Arshakovich Ter-Petrosyan；1882年5月27日—1922年7月14日），以其化名卡莫（俄语：Камо）更爲人所知，亞美尼亞裔俄罗斯老布尔什维克革命家，斯大林自幼密友，生于俄罗斯帝国格鲁吉亚省哥里，擅长变装，曾参与1907年梯弗里斯银行抢劫案，因此在德国柏林被捕，后装疯越狱。1912年再次因武装抢劫被捕，判处死刑后获得缓行。1917年获释，1921年因交通事故死亡。